# Rutklokrypare
Rutklokrypare (Chernes cimicoides) är en spindeldjursart som först beskrevs av Fabricius 1793.  Rutklokrypare ingår i släktet Chernes och familjen blindklokrypare. Arten är reproducerande i Sverige. Inga underarter finns listade i Catalogue of Life.